# 상업용 궤도 운송 서비스

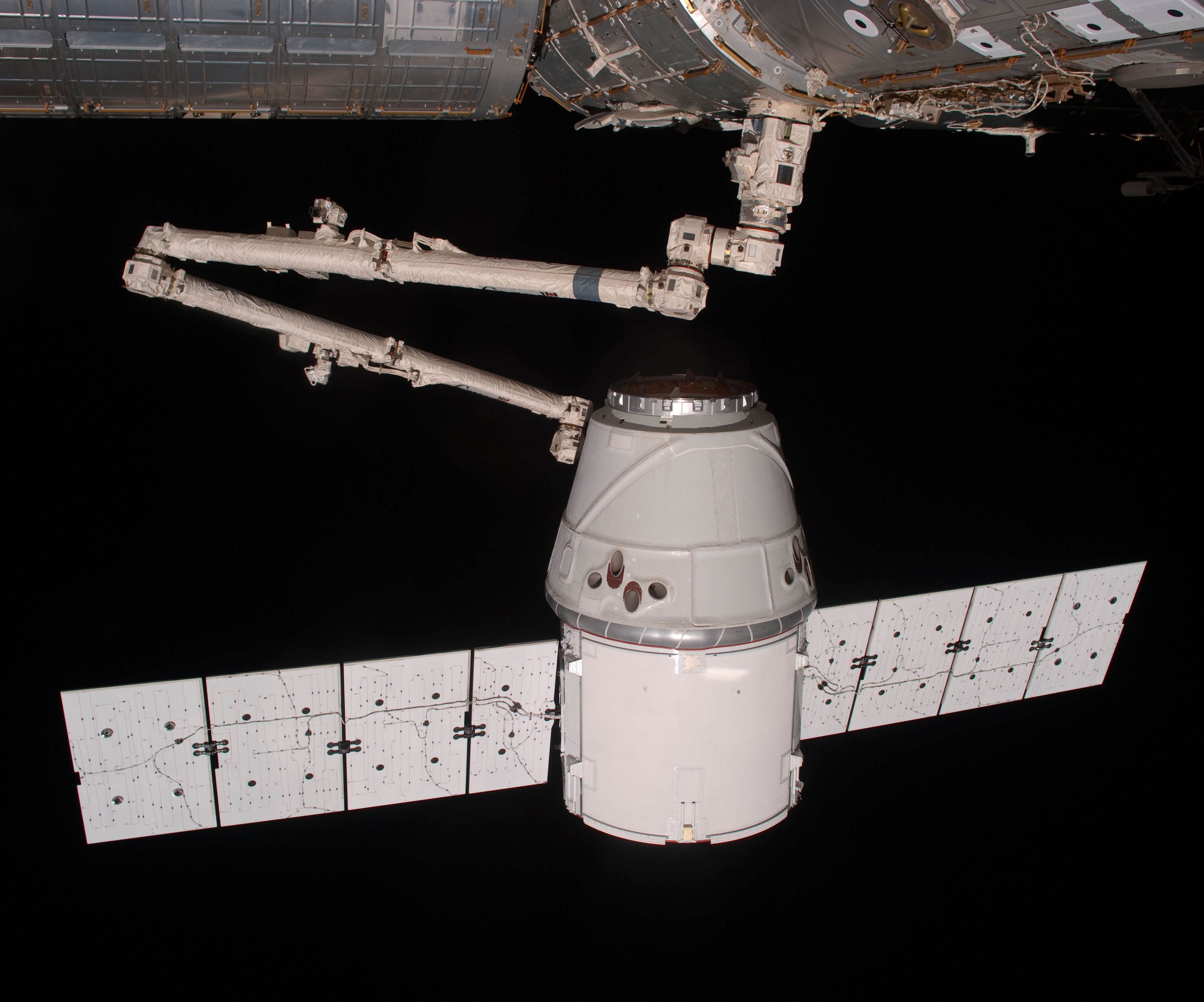

상업용 궤도 운송 서비스는 미국 NASA의 새로운 유인 무인 우주선 계획이다. 약자로 COTS(Commercial Orbital Transportation Services)라고 부른다. 팰컨 9와 안타레스가 선정되었다. 미국 우주왕복선이 퇴역하고 난 이후, 국제 우주 정거장에 보낼 무인화물선과 유인우주선 계획이다. 2020년 6월, 스페이스X사의 드래곤 2호가 국제 우주 정거장에 승무원을 수송했다.

## 우주왕복선
1981년 컬럼비아 우주왕복선이 최초 발사된 이래 2011년 7월 21일 애틀랜티스 우주왕복선의 135회 비행으로 우주왕복선은 퇴역했다. 퇴역한 이유는, 화물 무게당 발사비용이 너무 비싸다는 것이었다.

## CRS
2011년부터 무인화물선인 CRS 계획이 시작되었고 앞으로 2016년까지 계속될 예정이다. 팰컨 9로 발사된 드래곤이 2번의 시험비행을 끝내고, 2012년 8월 8일 드디어 CRS-1 미션을 성공했다. CRS-2 미션은 2013년 3월 1일 발사해 성공하였다. 12회는 팰컨 9, 8회는 안타레스 로켓의 시그너스 우주선이 계약된 상태이다. CRS-20, 또는 SpX-20 미션부터는 스페이스X의 계약이 재체결되어 드래곤 2호를 사용해 운반된다.

## CTS
2017년부터 유인우주선이 발사될 것이다. 현재는 러시아 소유스 우주선이 담당하고 있다. 소유스 우주선을 발사하는 소유스 로켓은 1957년 10월 발사된 세계 최초의 우주로켓 스푸트니크 로켓의 최신버전으로, 57년이나 지금이나 큰 변화는 없다.

## 같이 보기
- 팰컨 9
- 안타레스 로켓